# José de Alencar
Pour les articles homonymes, voir Alencar.
José de Alencar est un écrivain brésilien né le 1er mai 1829 à Fortaleza, dans l'actuel quartier de Messejana, et mort le 12 décembre 1877 à Rio de Janeiro.

## Biographie
Sa mère, Barbara de Alencar est une figure historique du Brésil, révolutionnaire de la première heure, première prisonnière politique de l'histoire du Brésil.
Après des études de droit à São Paulo et Olinda, il s'installe à Rio de Janeiro où il devient avocat puis journaliste.
C'est avec l'ouvrage O Guarani, publié en 1857, qu'il acquiert la notoriété. Entré en politique, il deviendra député de l'État du Ceará puis Ministre de la Justice de 1868 à 1870.
Auteur d'ouvrages juridiques et philosophiques, il a aussi écrit une importante œuvre de fiction, notamment « Iracema, légende du Ceará », racontant une idylle entre un guerrier portugais et Iracema, vierge indienne.
Beaucoup de ses romans ont été portés à l'écran (dont certains à plusieurs reprises), au cinéma ainsi qu'à la télévision, comme O Guarani, Iracema, Senhora, Lucíola et O Tronco do Ipê.
Il est mort le 12 décembre 1877 à Rio de Janeiro des suites d'une tuberculose.
Il est un personnage emblématique de Fortaleza où sa maison natale est toujours visible et où un théâtre, construit en 1910 dans le style art nouveau, porte son nom. Une statue de la vierge indienne Iracema, héroïne d'un de ses romans, a par ailleurs été érigée dans cette même ville dans le quartier de Mucuripe.

## Romans
- Cinco Minutos (1856)
- A Viuvinha (en) (1857)
- O Guarani (1857)
- Lucíola (1862)
- Diva (1864)
- Iracema (1865)
- As Minas de Prata (1865 — 1866)
- O Gaúcho (1870)
- A Pata da Gazela (1870)
- O Tronco do Ipê (1871)
- A Guerra dos Mascates (1871 — 1873)
- Til (1871)
- Sonhos d'Ouro (1872)
- Alfarrábios (1873)
- Ubirajara (1874)
- O Sertanejo (1875)
- Senhora (1875)
- Encarnação (1893 — posthume)

## Adaptation au cinéma
- 1950 : Guarany de Riccardo Freda